# Alexandre Koudeline
Alexandre Borissovitch Koudeline (Александр Борисович Куделин), né le 4 mars 1944 à  Moscou, est un orientaliste soviétique et russe, spécialiste de l'histoire de la littérature arabe et de la littérature orientale en général.
Il est docteur en sciences philologiques, académicien de l'académie des sciences de Russie (depuis le 22 mai 2003). Il est fait chevalier de l'ordre d'Al Fahr en 2009, décoration la plus élevée du conseil des mouftis de la fédération de Russie, instituée en 2003.

## Biographie
Il est le fils du géologue Boris Koudeline. Il termine en 1967 l'Institut des pays d'Asie et d'Afrique, après avoir effectué un stage à l'université de Tunis (1965-1966). En 1970, il soutient sa thèse de candidat au doctorat intitulée Les principaux genres de la poésie classique arabo-espagnole de l'époque de l'apogée (fin Xe - milieu XIIe siècle)  «Основные жанры арабо-испанской классической поэзии эпохи расцвета (конец Х — середина XII в.)». En 1985, il soutient sa thèse de doctorat intitulée Conception du canon de la poétique arabe médiévale «Концепция канона в средневековой арабской поэтике». Il est enseignant-chercheur de l'institut de littérature mondiale de l'académie des sciences d'URSS (1970), directeur adjoint de cet institut (1989), dont il devient ensuite  directeur (2004-2015).
Il est nommé le 25 mai 2000 membre-correspondant de l'académie des sciences au département de littérature et de langue et membre effectif le 22 mai 2003 au département de sciences historico-philologiques. Il est secrétaire adjoint du département historico-philologique de l'académie des sciences de Russie (ОИФН РАН), directeur de la section de langue et de littérature (2002-2013), puis il est élu membre du présidium de l'académie des sciences de Russie (2008-2017).
Il est actuellement directeur scientifique de l'institut de littérature mondiale, président du conseil scientifique de l'institut de littérature mondiale. Il est professeur de la chaire de philologie arabe de l'institut des pays d'Asie et d'Afrique du MGOu.
Alexandre Koudeline est président du comité de la collection de livres « Les monuments des manuscrits orientaux » (depuis 2009), de la collection « Les monuments de la littérature » (depuis 2010) et « Héritage littéraire » (depuis 2016), président du conseil de rédaction de la revue Collection orientale « Восточная коллекция », membre du collège de rédaction de la revue Les Nouvelles de l'académie. Série de littérature et langue « Известия РАН. Серия литературы и языка ».
En outre, le professeur Koudeline est membre de l'association européenne des arabisants et des spécialistes d'études islamiques. Il préside la commission d'experts du conseil russe des olympiades des écoliers en littérature. Il est l'auteur de plus de cent trente publications. Il est membre du comité de rédaction de la revue Vostok / Oriens.

## Distinctions
- 2005 — lauréat du prix Vesselovski de l'académie des sciences de Russie pour sa monographie «Арабская литература: поэтика, стилистика, типология, взаимосвязи» (Littérature arabe: poétique, stylistique, typologie, relations).
- 2009 — chevalier de l'ordre d'Al Fahr de 2e classe[1].

## Quelques travaux
- La poésie classique arabo-espagnole (fin du Xe - milieu du XIIe siècle) [Классическая арабо-испанская поэзия (конец X — середина XII в.)] (Moscou, 1973)
- La poétique arabe médiévale (seconde moitié du VIIIe siècle - XIe siècle) [Средневековая арабская поэтика (вторая половина VIII—XI в.)] (Moscou, 1983)
- Littérature arabe: poétique, stylistique, typologie, relations. [Арабская литература: Поэтика. Стилистика. Типология. Взаимосвязи] (Moscou, 2003)

Traductions
- Ibn Iskhak — Ibn Hicham. La vie du Prophète. La grande bataille de Badr (Frolov, Koudeline et Nalitch, 2009,  (ISBN 978-5-91299-058-8)